# Bembidion auxiliator
Bembidion auxiliator är en skalbaggsart som beskrevs av Thomas Casey. Bembidion auxiliator ingår i släktet Bembidion och familjen jordlöpare. Inga underarter finns listade i Catalogue of Life.